# Comuna de Psary
Psary (polaco: Gmina Psary) é uma gminy (comuna) na Polónia, na voivodia de Silésia e no condado de Będziński. A sede do condado é a cidade de Psary.
De acordo com os censos de 2004, a comuna tem 11 086 habitantes, com uma densidade 241,1 hab/km².

## Área
Estende-se por uma área de 45,98 km², incluindo:
- área agricola: 73%
- área florestal: 13%

## Demografia
Dados de 30 de Junho 2004:
|                      | Total   | Total | Mulheres | Mulheres | Homens  | Homens |
| -------------------- | ------- | ----- | -------- | -------- | ------- | ------ |
|                      | pessoas | %     | pessoas  | %        | pessoas | %      |
| População            | 11 086  | 100   | 5779     | 52,1     | 5307    | 47,9   |
| Densidade (pop./km²) | 241,1   | 100   | 125,7    | 125,7    | 115,4   | 115,4  |

De acordo com dados de 2002, o rendimento médio per capita ascendia a 1080,95 zł.

## Comunas vizinhas
- Będzin, Bobrowniki, Dąbrowa Górnicza, Mierzęcice, Wojkowice